# Споднє Грушовлє
Споднє Грушовлє (словен. Spodnje Grušovlje) — поселення в общині Жалець, Савинський регіон, Словенія. 
Висота над рівнем моря: 275,5 м.